# Utoropy
Utoropy (ukr. Уторопи) – wieś na Ukrainie, w obwodzie iwanofrankiwskim, w rejonie kosowskim.
Prywatna wieś szlachecka prawa wołoskiego Uteropy, położona była w ziemi halickiej województwa ruskiego.
W Utoropach urodził się Józef Lewicki, podpułkownik piechoty Wojska Polskiego, kawaler Virtuti Militari.